# Rhoicissus microphylla
Rhoicissus microphylla är en vinväxtart som först beskrevs av Porphir Kiril Nicolai Stepanowitsch Turczaninow, och fick sitt nu gällande namn av Gilg & Brandt. Rhoicissus microphylla ingår i släktet Rhoicissus och familjen vinväxter. Inga underarter finns listade i Catalogue of Life.